# David F. Emery

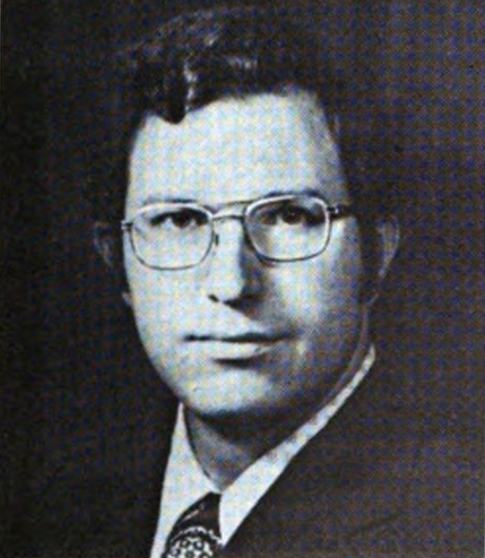
David F. Emery

David Farnham Emery (* 1. September 1948 in Rockland, Knox County, Maine) ist ein US-amerikanischer Politiker. Zwischen 1975 und 1983 vertrat er den Bundesstaat Maine im US-Repräsentantenhaus.

## Werdegang
David Emery besuchte die öffentlichen Schulen seiner Heimat und danach  bis 1970 das Worcester Polytechnic Institute in Massachusetts. Nach seiner Schulzeit begann er eine politische Laufbahn als Mitglied der Republikanischen Partei. Von 1970 bis 1974 war Emery Abgeordneter im Repräsentantenhaus von Maine. Damals war er Vorsitzender seiner Partei in Rockland. Im Jahr 1972 war er sowohl Delegierter auf dem regionalen Parteitag der Republikaner in Maine als auch zur Republican National Convention in Miami Beach, auf der US-Präsident Richard Nixon zur Wiederwahl nominiert wurde.
Bei den Kongresswahlen des Jahres 1974 wurde er im ersten Wahlbezirk von Maine trotz der für seine Partei schädlichen Watergate-Affäre in das US-Repräsentantenhaus in Washington, D.C. gewählt. Dort trat er am 3. Januar 1975 die Nachfolge von Peter N. Kyros an. Nach drei Wiederwahlen konnte er bis zum 3. Januar 1983 vier Legislaturperioden im Kongress absolvieren. Im Jahr 1982 verzichtete er auf eine weitere Kandidatur für das Repräsentantenhaus. Stattdessen bewarb er sich erfolglos für den US-Senat; er unterlag dem Demokraten George J. Mitchell. Zwischen 1983 und 1988 war Emery stellvertretender Direktor der Behörde zur Waffenkontrolle. Im Jahr 1990 strebte er ebenso erfolglos seine Rückkehr in das US-Repräsentantenhaus an.
Im Jahr 2006 scheiterte Emery in den Vorwahlen zu den Gouverneurswahlen in Maine. Hinter dem siegreichen Chandler Woodcock und Peter Mills, beide Mitglieder des Staatssenats, belegte er lediglich den dritten Platz. Woodcock verlor anschließend gegen den demokratischen Amtsinhaber John Baldacci.